# Berkélium(IV)-fluorid
A berkélium(IV)-fluorid egy vegyület. Képlete BkF4, benne a berkélium oxidációs száma +4.

## Előállítása
Az elemei reakciójával lehet előállítani 400 °C-on:
{\displaystyle \mathrm {Bk+2\ F_{2}\longrightarrow BkF_{4}} }

## Tulajdonságai
Zöldessárga színű ionvegyület amely Bk4+- és F− ionokból áll. Monoklin kristályrendszerben kristályosodik, tércsoport C2/c, rácsállandók: a = 1247 pm, b = 1058 pm, c = 817 pm, β = 125,9°. Elemi cellája tizenkét atomot tartalmaz. Izotípusos az urán(IV)-fluoriddal.
A berkélium(IV)-fluoridból (249BkF4) béta-bomlással kalifornium(IV)-fluorid (249CfF4) keletkezik.

## Fordítás
Ez a szócikk részben vagy egészben  a   Berkelium(IV)-fluorid című német Wikipédia-szócikk fordításán alapul.  Az eredeti cikk szerkesztőit annak laptörténete sorolja fel. Ez a jelzés csupán a megfogalmazás eredetét és a szerzői jogokat jelzi, nem szolgál a cikkben szereplő információk forrásmegjelöléseként.